# Manuel Zelaya
José Manuel „Mel” Zelaya Rosales (ur. 20 września 1952 w Catacamas) – honduraski polityk, prezydent Hondurasu od 27 stycznia 2006 do 28 czerwca 2009. Odsunięty od władzy w wyniku wojskowego zamachu stanu.

## Młodość
José Manuel Zelaya Rosales urodził się w 1952 w Catacamas jako najstarszy z czwórki dzieci. Uczęszczał do szkoły podstawowej Dzieciątka Jezus z Pragi i Luisa Landy oraz szkoły średniej w Instytucie Salezjańskim San Miguel w Tegucigalpie. Przez cztery studiował na Narodowym Autonomicznym Uniwersytecie Hondurasu, którego jednak nie ukończył.
Po przerwaniu nauki poświęcił się pracy w rolnictwie. Pracował na własnej farmie bydła oraz zajmował się przetwórstwem i handlem tarcicą. W 1987 został przewodniczącym Stowarzyszenia Producentów Drewna.

## Kariera polityczna
W 1970 Manuel Zelaya wstąpił do Partii Liberalnej Hondurasu (PLH, Partido Liberal de Honduras). W latach 1985–1998 był deputowanym do Zgromadzenia Narodowego z ramienia PLH. W gabinecie prezydenta Carlosa Roberto Floresa (1998-2002) zajmował stanowisko ministra inwestycji. Przedstawił w tym czasie program decentralizacji władzy i przekazania jej części lokalnym społecznościom.
W lutym 2005 Manuel Zelaya został wybrany kandydatem Partii Liberalnej Hondurasu w wyborach prezydenckich. W czasie kampanii wyborczej obiecywał walkę z przestępczością oraz zwiększenie liczby policjantów z 9 do 18 tysięcy. Hasłem jego kampanii był slogan: "Władza Obywateli".

## Prezydent

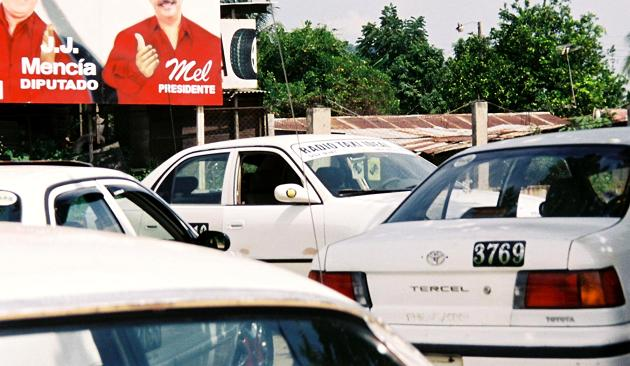
Protest taksówkarzy przeciw administracji prezydenta, 2006

W wyborach prezydenckich 27 listopada 2005 Manuel Zelaya zdobył 49,9% głosów poparcia i pokonał Porfirio Lobo Sosę z Partii Narodowej Hondurasu (46,2% głosów). Porfirio Lobo Sosa uznał zwycięstwo Zelayi dopiero po 10 dniach, zarzucając wcześniej komisji wyborczej błędy przy zliczaniu głosów. 27 stycznia 2006 Manuel Zelaya został zaprzysiężony na stanowisku prezydenta Hondurasu.
Zaraz po objęciu władzy prezydent Zelaya powierzył byłemu generałowi armii rozwiązanie problemu gangów ulicznych (tzw. maras), dokonujących serii publicznych egzekucji, przestępstw i zamieszek. W pierwszych latach jego władzy głównym celem nowego rządu było obniżenie cen paliwa w Hondurasie. W 2006 w kraju doszło do licznych protestów społecznych różnych grup zawodowych (m.in. taksówkarzy, pielęgniarek i nauczycieli), domagających się poprawy warunków życia. Prezydent był również krytykowany za swoje liczne podróże zagraniczne (27 podróży w 2006). Zarzucono mu spędzanie zbyt wiele czasu poza własnym krajem i zabieranie ze sobą zbyt dużej delegacji oraz bliskich krewnych i znajomych.
Prezydent Manuel Zelaya poprzez niektóre swoje działania wzbudził liczne kontrowersje w kraju i zagranicą. Największym echem odbiło się wprowadzenie 24 maja 2007 przez prezydenta nakazu transmitowania przez wszystkie stacje telewizyjne i radiowe w kraju codziennych, dwugodzinnych materiałów rządowych. Według prezydenta miał to służyć eliminacji „niesprawiedliwych doniesień na temat jego rządu”. Nakaz wszedł w życie 28 maja 2007, a przekazy rządowe nabrały charakteru wywiadów z prezydentem lub członkami jego rządu. Zdaniem prezydenta celem transmisji miało być przedstawienie społeczeństwu szeregu projektów, jakie podejmuje jego rząd. Miesiąc wcześniej prezydent bezskutecznie próbował zakazać parlamentowi publikacji raportów na temat przestępczości w kraju. Zabiegi te miały służyć poprawie wizerunku administracji prezydenta.

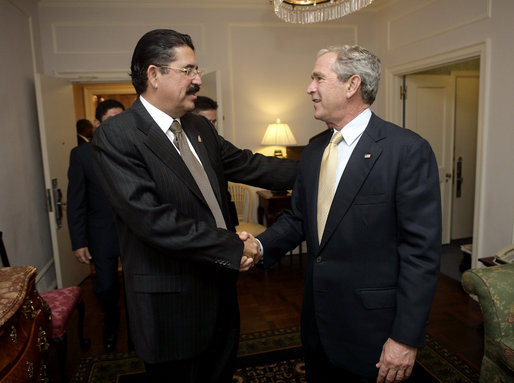
Manuel Zelaya z prezydentem George'em W. Bushem, Nowy Jork, wrzesień 2006

W marcu 2008 doszło do scysji między Hondurasem i USA. Po tym jak USA wstrzymały import honduraskich melonów, podejrzewając je o powodowanie salmonellozy, prezydent Zelaya publicznie wystąpił w telewizji i zjadając na ekranie melona (), oskarżył USA o dyskredytowanie produktów rolniczych jego kraju. Całą sprawę uznał za polityczną i określił mianem zemsty za nawiązanie przez Honduras bliższych relacji z Wenezuelą Hugona Cháveza.
22 lutego 2008 prezydent Zelaya wezwał USA do legalizacji narkotyków, co jego zdaniem rozwiązałoby problem ich szmuglowania z Kolumbii przez Honduras, a w związku z tym doprowadziłoby do ograniczenia przestępczości w jego kraju. W październiku 2008 Zelaya wezwał do legalizacji narkotyków kraje Ameryki Łacińskiej. Stwierdził, że zamiast walczyć z nielegalnym handlem narkotykami, państwa powinny zainwestować w edukację społeczeństw oraz kontrolę i pomoc użależnionym.
W ostatnich latach prezydentury Zelaya zacieśnił stosunki z lewicowymi prezydentami państw Ameryki Łacińskiej, a zwłaszcza z prezydentem Hugonem Chávezem. W sierpniu 2008 Honduras zgodził się uczestniczyć w porozumieniu gospodarczym ALBA. W marcu 2008 nawiązał bliską współpracę z Wenezuelą, która zgodziła się pomóc Hondurasowi w walce z ubóstwem i zobowiązała się do pomocy w sektorze rolnicznym.
Manuel Zelaya jest żonaty z Xiomarą Castro, która jest prezydentem Hondurasu od 2022 roku, mają czworo dzieci.

## Zamach stanu i odsunięcie od władzy

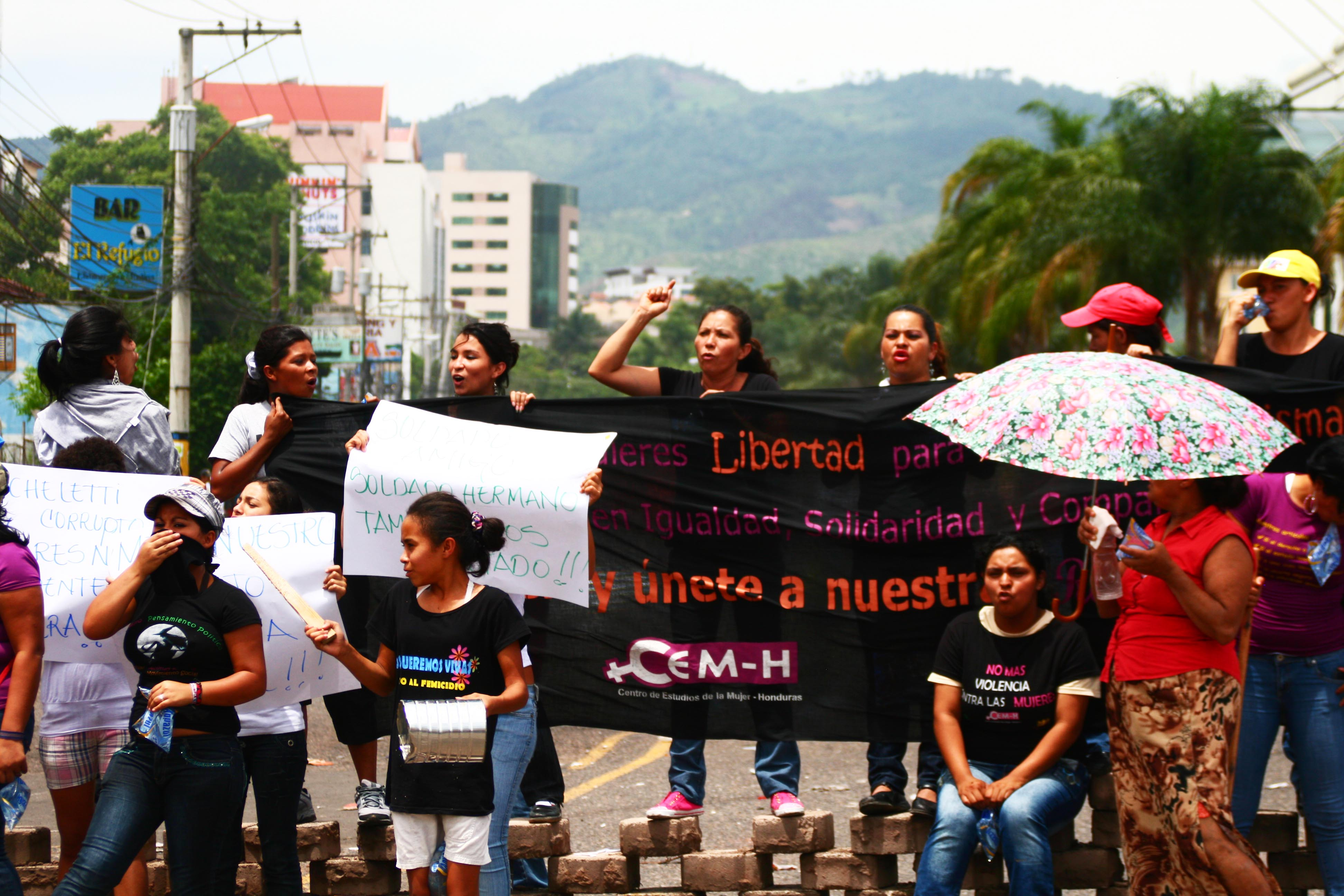
Manifestacja zwolenników prezydenta Zelayi, 29 czerwca 2009

28 czerwca 2009 w czasie zamachu stanu został aresztowany przez armię i przewieziony do Kostaryki. Władzę w kraju objął rząd tymczasowy, p.o. prezydenta został mianowany przewodniczący parlamentu Roberto Micheletti. Wydarzenie miało związek z planowanym przez niego referendum w sprawie możliwości reelekcji głowy państwa.
Przebywając zagranicą prowadził działania, mające na celu potępienie zamachu przez społeczność międzynarodową i przywrócenie go do władzy. 5 lipca 2009 Zelaya podjął nieudaną próbę powrotu do kraju na pokładzie samolotu. Wystartował z lotniska w Waszyngtonie w kierunku Tegucigalpy. Na pokładzie małego odrzutowca towarzyszył mu przewodniczący Zgromadzenia Ogólnego ONZ. Drugim samolotem, w kierunku Hondurasu, udali się prezydenci Argentyny, Ekwadoru i Paragwaju oraz sekretarz generalny OPA. Prezydencki samolot krążył nad lotniskiem Toncontin, nie dostał jednak zezwolenia na lądowanie i nie mógł tego uczynić, gdyż na płycie lotniska zostały rozlokowane samochody wojskowe. Teren lotniska został obstawiony przez służby bezpieczeństwa. Ostatecznie Zelaya wylądował w Managui w Nikaragui. Zelaya stwierdził, że "zrobi wszystko, co możliwe", by dostać się do Hondurasu i zapowiedział kolejne próby powrotu do ojczyzny
9 lipca 2009 Zelaya spotkał się w Kostaryce z przedstawicielami honduraskiego rządu tymczasowego. Była to pierwsza z trzech rund rozmów politycznych, zmierzających do zakończenia kryzysu politycznego. Druga runda rozmów odbyła się w dniach 18-19 lipca, a trzecia 22 lipca. Prezydent Kostaryki Oscar Arias zaproponował stronom przyjęcie 7-punktowego planu pokojowego. Głównymi jego założeniami było przywrócenie na stanowisko prezydenta Manuela Zelayi w celu dokończenia jego mandatu prezydenckiego upływającego 27 stycznia 2010; utworzenie rządu jedności i pojednania narodowego, złożonego z wszystkich głównych partii politycznych; wprowadzenie amnestii za wszystkie przestępstwa polityczne popełnione przed i po 28 czerwca oraz porzucenie przez Zelayę planów zorganizowania powszechnego referendum. Rząd tymczasowy odrzucił jednak plan porozumienia, stwierdzając że powrót Zelayi na stanowisko prezydenta jest niemożliwy i nie podlega negocjacjom. Prezydent Zelaya zgodził się na większość propozycji planu. Choć oznajmił, że nie godzi się, by w skład rządu jedności weszły osoby odpowiedzialne za zamach stanu.
Po bezowocnych negocjacjach politycznych, 24 lipca 2009 Zelaya, otoczony przez swoich zwolenników i dziennikarzy, przekroczył granicę Hondurasu od strony Nikaragui w mieście Las Manos. W kapeluszu, ubrany w strój kowbojski, przeszedł kilkadziesiąt metrów od granicy do znaku "Witamy w Hondurasie". Po kilkudziesięciu minutach wycofał się jednak do Nikaragui. Wojsko, stacjonujące w przygranicznym punkcie kontrolnym, nie wiedząc jak zareagować, wycofało się na odległość 20 metrów i obserwowało sytuację. Zelaya stwierdził, że nie zdecydował się na wkroczenie do kraju, by uniknąć rozlewu krwi. Powiedział, że "nie boi się, lecz nie jest też szalony" i nie chce by jego osoba była powodem wybuchu przemocy. W ciągu kilku kolejnych dni przebywał w rejonie przygranicznym, mobilizując swoich zwolenników.
Na początku sierpnia 2009 kontynuował wysiłki dyplomatyczne, odwiedzając Meksyk, Brazylię, Chile, gdzie spotykał się z przywódcami tych państw. Przeprowadzenie zamachu stanu zostało bowiem potępione przez całą społeczność międzynarodową.
21 września 2009 Zelaya nieoczekiwanie powrócił do Tegucigalpy, znajdując schronienie w ambasadzie Brazylii. Władze Hondurasu zażądały od Brazylii wydania Zelayi w celu postawienia go przed sądem za zdradę stanu, lecz spotkały się z odmową. Zwolennicy obalonego prezydenta skupili się w lewicowej partii LIBRE która stała się główną siłą opozycji. Partia została poddana represjom a kilkunastu jej kandydatów oraz członków ich rodzin zostało zabitych w trakcie kampanii wyborczej.
W wyborach prezydenckich w 2021 roku zwyciężyła jego żona Xiomara Castro. 28 stycznia 2022 objęła ona urząd prezydenta kraju, co zakończyło 12-letnie rządy prawicy, a Zelaya został pierwszym dżentelmenem Hondurasu.